# Oshin Sahakian
Oshin Sahakian (* 21. März 1986 in Isfahan; persisch اوشین ساهاکیان) ist ein iranischer Basketballspieler und Teilnehmer der Olympischen Sommerspiele 2008 in Peking.
Als professioneller Basketballer spielt er bei Zob Ahan Esfahan und in der iranischen Basketballnationalmannschaft.